# Barry Hawkins
Barry Stephen Hawkins (* 23. April 1979) ist ein englischer Snookerspieler aus Beckenham, London Borough of Bromley. In der zweiten Hälfte der 1990er Jahre wurde er erstmals Profispieler und gehört seit 2000 ununterbrochen der World Snooker Tour an.

## Karriere
Barry Hawkins wurde 1996 erstmals Main-Tour-Profi. Nachdem er lediglich bei den International Open sowie den Thailand Open die Runde der letzten 128 erreicht hatte, verlor er am Ende der Saison 1996/97 den Main-Tour-Platz. Zur Saison 1998/99 wurde er erneut Profi, verlor den Platz am Saisonende jedoch wieder. Mit einem Turniersieg und zwei weiteren Finalteilnahmen bei der UK Tour 1999/2000 schaffte er es erneut auf die Main Tour. In der Saison 2000/01 erreichte Hawkins das Achtelfinale der Benson & Hedges Championship sowie die Runde der letzten 64 bei den British Open und der UK Championship. Bei der Weltmeisterschaft 2001 schaffte er es in die Runde der letzten 96. Im Oktober 2001 erreichte er beim LG Cup erstmals das Viertelfinale eines Weltranglistenturniers und schied dort gegen Joe Swail aus.
2002 schaffte er es bei den Scottish Open ins Achtelfinale, bei der Weltmeisterschaft in die Runde der letzten 80 und bei der Benson & Hedges Championship ins Halbfinale. Bei der WM 2003 verpasste er mit einer 7:10-Niederlage gegen Chris Small in der Runde der letzten 48 nur knapp den Einzug in die Finalrunde. Beim LG Cup 2003 schaffte es Hawkins zum dritten Mal ins Achtelfinale eines Weltranglistenturniers. In der Saison 2004/05 erreichte er die Top 32 der Snookerweltrangliste, nachdem er es bei den British Open ins Viertelfinale, bei der UK Championship ins Achtelfinale geschafft hatte und bei den Welsh Open erstmals ins Halbfinale eines Ranglistenturniers eingezogen war, dieses jedoch mit 4:6 gegen Ronnie O’Sullivan verlor.
In der folgenden Saison erreichte er beim Grand Prix sowie bei den Welsh Open das Halbfinale und qualifizierte sich zum ersten Mal für die Finalrunde der Weltmeisterschaft, bei der er in der ersten Runde gegen Ken Doherty ausschied. Zum Saisonende rückte er erstmals in die Top 16 der Weltrangliste vor. In der Saison 2006/07 hatte Hawkins zunächst einen schlechten Start, bis er sich bei den China Open ins Halbfinale vorkämpfte. Er besiegte dort Ken Doherty in einem packenden Viertelfinale mit 5:4, ehe er in einem spannenden und kuriosen Spiel gegen Jamie Cope mit 5:6 ausschied. Bei der WM 2007 unterlag er in der Runde der letzten 32 dem Iren Fergal O’Brien nur knapp mit 9:10.
Im September 2007 gewann Hawkins im Finale gegen Kurt Maflin das Masters Qualifying Event und nahm damit im Januar 2008 erstmals am Masters teil, schied dort jedoch in der Wildcard-Runde gegen Ryan Day aus. Auch bei den anderen Turnieren der Spielzeit 2007/08 kam er nicht über das Achtelfinale hinaus und fiel infolgedessen auf den 27. Platz der Weltrangliste zurück. In der Saison 2008/09 schaffte er es bei der Northern Ireland Trophy und bei den Bahrain Championship ins Viertelfinale. Im Februar 2010 gewann er das fünfte Turnier der Pro Challenge Series. Im August spielte er beim dritten PTC-Turnier der Saison 2010/11 sein erstes offizielles Maximum Break. Nachdem er fünfmal in Folge in der ersten Runde der Weltmeisterschaft ausgeschieden war, gelang ihm 2011 mit einem 10:9-Sieg gegen Stephen Maguire erstmals der Einzug ins Achtelfinale, das er nur knapp mit 12:13 gegen Mark Allen verlor.
Im Januar 2012 gewann Hawkins im Finale gegen Graeme Dott das Snooker Shoot-Out. Darüber hinaus erreichte er in der Spielzeit 2011/12 das Halbfinale der Championship League und bei zwei Turnieren der Players Tour Championship. Zum Start der Saison 2012/13 gewann er mit den Australian Goldfields Open sein erstes Ranglistenturnier. Dabei besiegte er im Finale Peter Ebdon mit 9:3. Beim Paul Hunter Classic 2012 und dem German Masters 2013 konnte er zwei weitere Halbfinalteilnahmen erzielen, bevor er beim Saisonhöhepunkt – der Weltmeisterschaft – nach Siegen über Jack Lisowski, Mark Selby, Ding Junhui und Ricky Walden das Finale erreichte, in dem er Ronnie O’Sullivan mit 12:18 unterlag.
In der Saison 2013/14 schaffte Hawkins es beim Shanghai Masters 2013 und bei den Welsh Open 2014 ins Halbfinale, bevor er im März 2014 die Grand Finals der Players Tour Championship durch einen 4:0-Sieg im Finale gegen Gerard Greene gewann und damit auf den vierten Platz der Weltrangliste aufstieg. Wenige Wochen später erreichte er das WM-Halbfinale, das er mit 7:17 gegen Ronnie O’Sullivan verlor.
Zum Auftakt der Saison 2014/15 schaffte er es beim Wuxi Classic ins Halbfinale. Anschließend gelang ihm auch bei den Riga Open und den Lisbon Open der Einzug in die Vorschlussrunde, bevor er im Januar 2015 bei der Championship League im Gruppenmatch gegen Stephen Maguire das zweite Maximum Break seiner Karriere spielte. Im Mai 2015 zog er zum dritten Mal in Folge ins Halbfinale der Weltmeisterschaft ein und unterlag dort Shaun Murphy mit 9:17.
Zu Beginn der nächsten Saison gewann er die Riga Open durch einen 4:1-Sieg im Finale gegen Tom Ford.
Bei der Weltmeisterschaft 2017 gelang ihm zum vierten Mal innerhalb von fünf Jahren der Einzug ins Halbfinale, wo er gegen John Higgins mit 8:17 unterlag. Zum Ende der Saison stieg er damit in der Weltrangliste, in der er zwischenzeitlich bis auf Platz 16 abgerutscht war, wieder auf Platz 5.

## Trivia
Bemerkenswert beim Spiel von Hawkins ist, dass er als Linkshänder bei der Verwendung von Verlängerungshilfen auf die rechte Hand umstellt, was ihm auch die Fokussierung erleichtert, da sein rechtes Auge sein Zielauge ist.

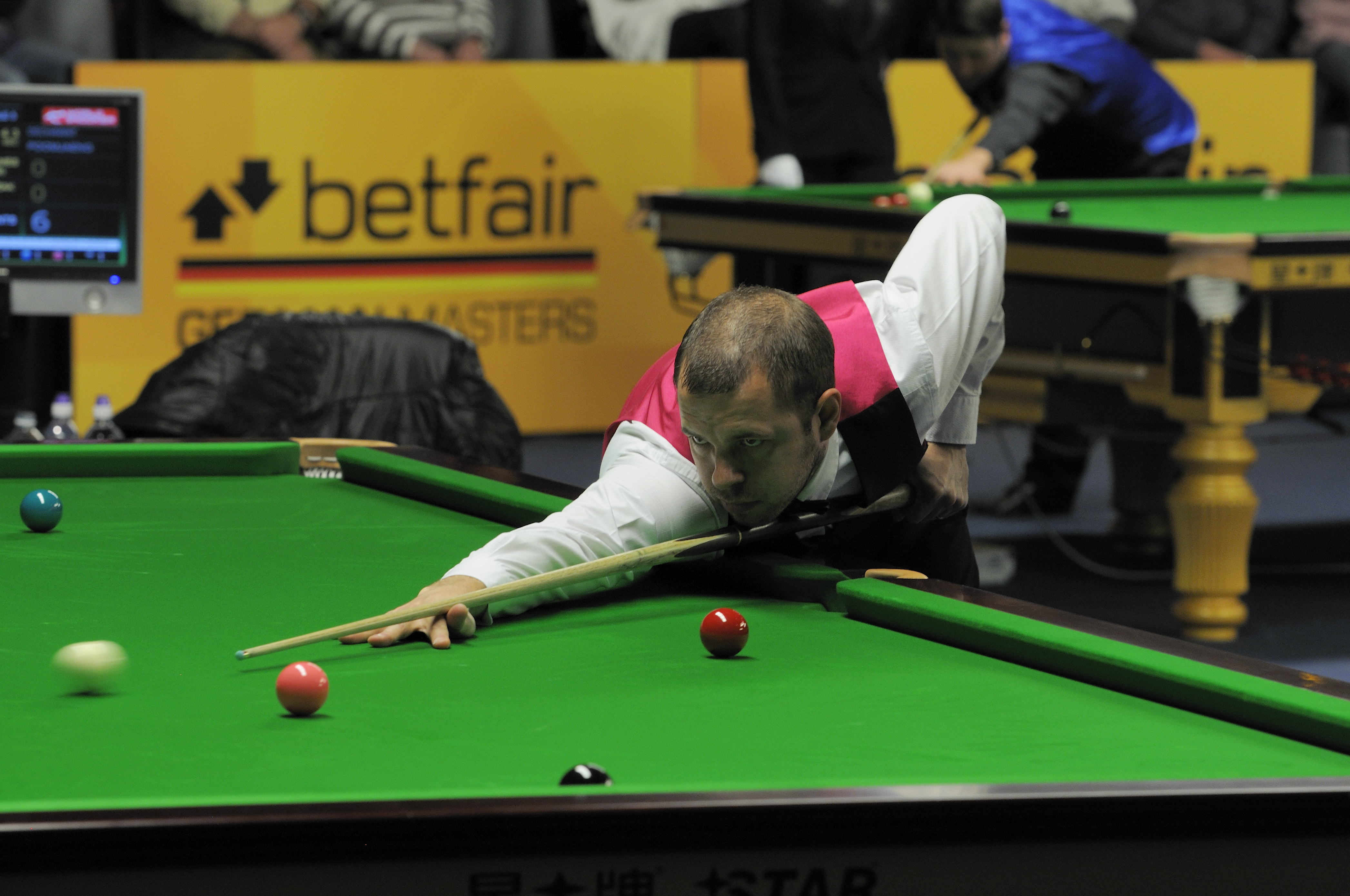
Hawkins hält das Queue für einen normalen Stoß in der linken Hand
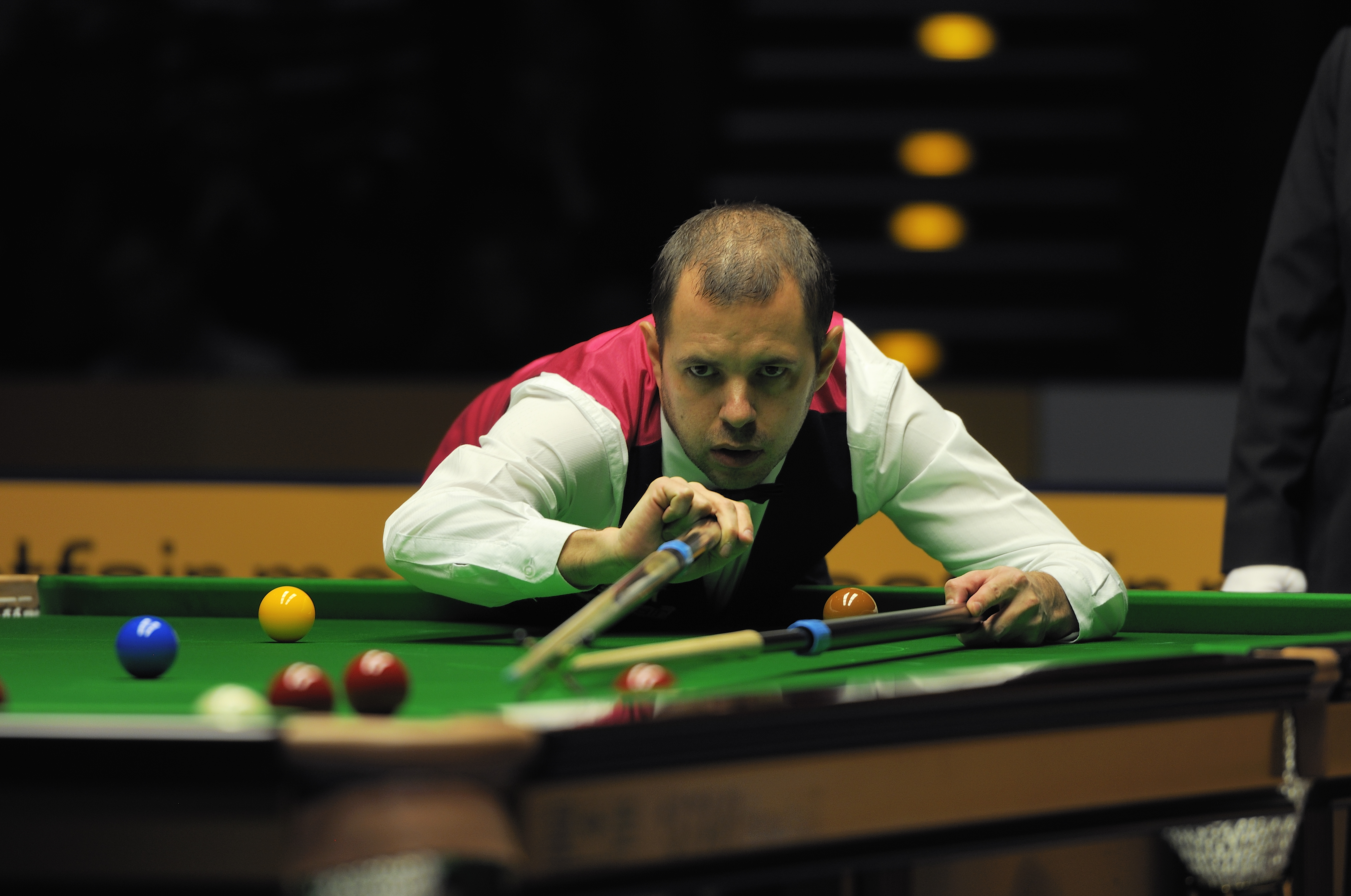
Hawkins hält das Hilfsqueue in der linken …
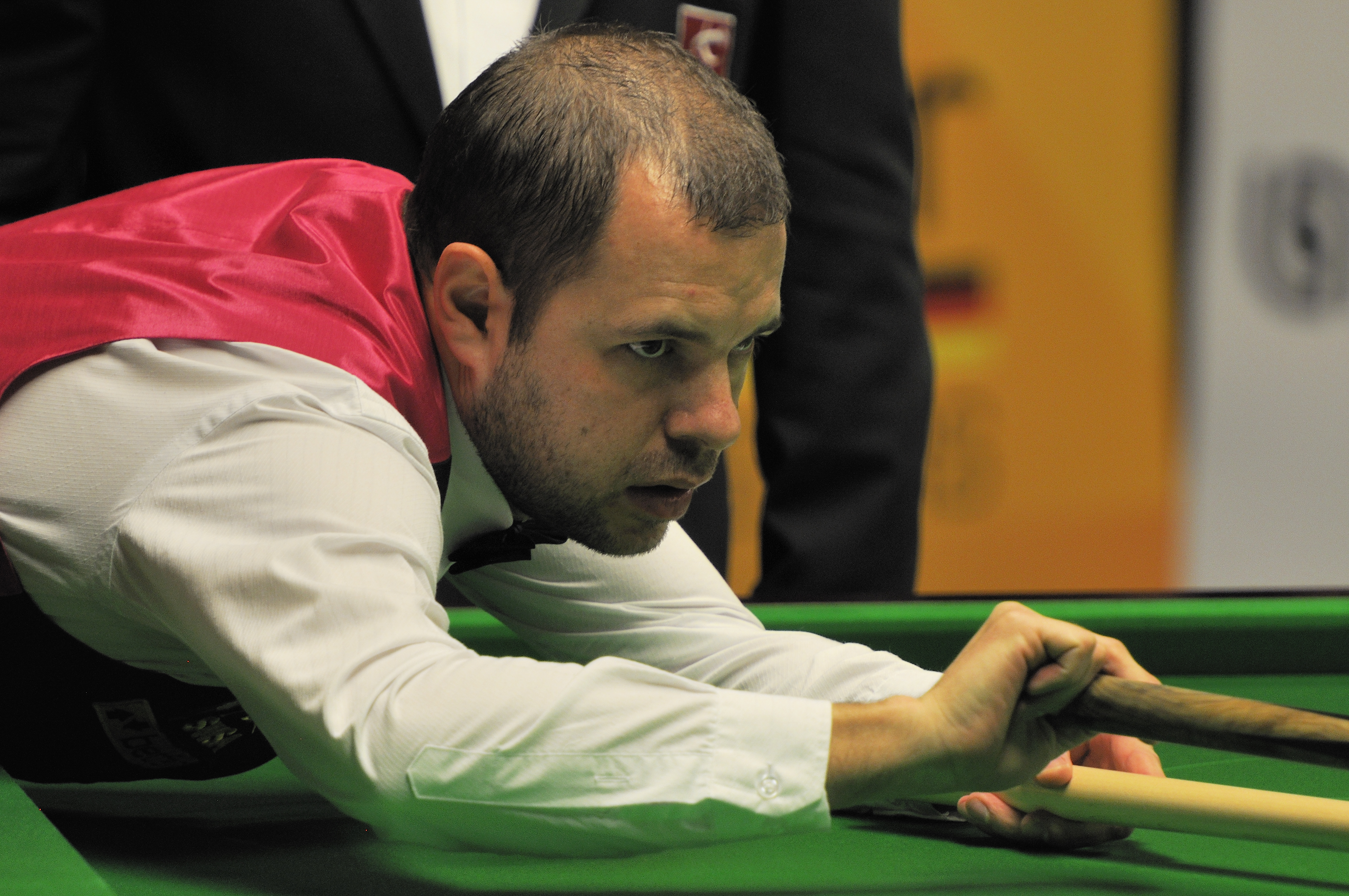
… und das Queue in der rechten Hand

## Erfolge

### Ranglistenturniere
- Australian Goldfields Open – 2012
- Players Tour Championship Grand Finals – 2014
- World Grand Prix – 2017
- European Masters – 2023

### PTC-Turniere (Minor-Ranglistenturniere)
- Riga Open 2015

### Einladungsturniere
- Masters Qualifying Event – 2007
- Snooker Shoot-Out – 2012
- Paul Hunter Classic – 2019

### Maximum Breaks
- PTC Event 3 2010 in der Runde der Letzten 32 gegen James McGouran
- Championship League 2015 in Gruppe 1 gegen Stephen Maguire
- UK Championship 2019 in der Runde der Letzten 128 gegen Gerard Greene